# Michotamia aurata
Michotamia aurata (Fabricius, 1794) é um inseto da família Asilidae, cujo habitat natural é a Ásia Oriental.

## Descrição

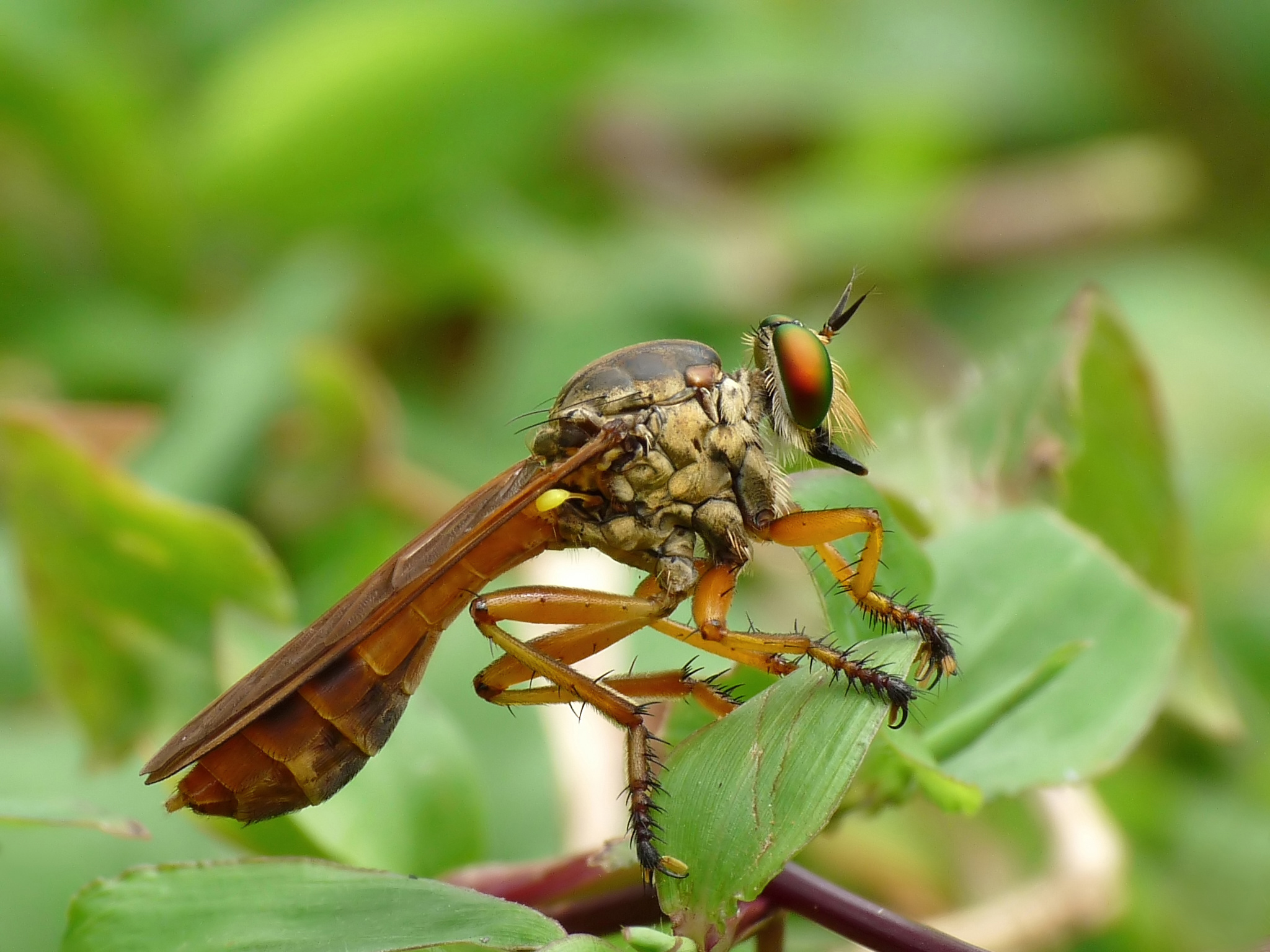
Fêmea da Michotamia aurata

As espécies do gênero Michotamia distinguem-se do gênero Ommatiinae pela presença das antenas que são mais longas. Na M. aurata as antenas são amarelas e são   desprovidas de cerdas. As pernas são amarelo-marrom, com tons avermelhados. A parte da frente da asa é de cor amarelo pálido, e tem uma nervura.

## Distribuição e Habitat
Esta especie é encontrada no Paquistão, Índia, Sri Lanka, Bangladesh, Myanmar, Laos, Tailândia, China e Indonésia.